# 귀머거리겨울잠쥐
귀머거리겨울잠쥐(Graphiurus surdus)는 겨울잠쥐과에 속하는 설치류의 일종이다. 카메룬과 콩고민주공화국, 적도기니 그리고 가봉에서 발견된다. 자연 서식지는 아열대 또는 열대 습윤 저지대 숲이다.